# Deportes Valdivia
Der Club de Deportes Valdivia ist ein chilenischer Fußballverein aus Valdivia. Der Verein wurde 1983 gegründet und trägt seine Heimspiele im Estadio Félix Gallardo aus, das bis zu 5400 Zuschauern Platz bietet.

## Geschichte
Der Verein Club de Deportes Valdivia wurde am 5. Juni 1983 in der Stadt Valdivia, mit heutzutage ungefähr 150.000 Einwohnern im Süden Chiles und gerade einmal fünfzehn Kilometer vom Pazifischen Ozean entfernt, gegründet. Der neu gegründete Verein, der obendrein einen Zusammenschluss zahlreicher kleiner regionaler Klubs darstellte, erlebte in den Folgejahren einen raschen Aufschwung. Bereits nach wenigen Jahren gelang der erstmalige Sprung in die Primera División B, Chiles zweithöchste Spielklasse im Fußball. Und auch in dieser konnte man sich überraschend gut darstellen, was in der Spielzeit 1988 im erstmaligen Aufstieg Deportes Valdivias in die Primera División zur Folge hatte. In der Zona Sur dieses Jahres rangierte man nach dem Ende aller Spieltag auf dem ersten Platz mit einem Vorsprung von drei Zählern auf O’Higgins Rancagua und sicherte sich durch diese Platzierung den Sprung in die Erstklassigkeit. Dort konnte man sich dann auch sensationell behaupten, mit Platz zehn in der Primera División 1988 kam am Ende ein durchaus respektables Ergebnis heraus. Doch trotz des ansprechenden Tabellenranges betrug der Abstand auf den ersten Absteiger, in diesem Jahr überraschend der mehrfache Meister Universidad de Chile, gerade einmal zwei Punkte. Ein Jahr später lief es dann aber nicht im Ansatz mehr so gut für Deportes Valdivia. Man konnte in der Erstligaspielzeit 1989 gerade einmal 15 Zähler in 30 Partien ergattern und belegte mit einem Rückstand von sechs Punkten auf die Rangers de Talca abgeschlagen den letzten Rang des Klassements. Damit war das Erstligaabenteuer von Deportes Valdivia beendet und der Klub musste den Gang zurück in die Zweitklassigkeit antreten.
Mit dem Abstieg aus der Primera División 1989 begann der Niedergang von Deportes Valdivia. Nachdem der Verein nicht mehr als ein halbes Jahrzehnt den chilenischen Fußball etwas aufgemischt hatte, folgte nur ein Jahr nach dem Erstligaabstieg sogleich auch der Absturz bis in die Segunda División, in Chile als dritthöchste Spielklasse anzusehen. Von den Misserfolgen der frühen Neunzigerjahre konnte man sich in Valdivia auch nicht mehr so recht erholen. 2003 ging Deportes Valdivia in Insolvenz und wurde neu gegründet, es begann der Neustart im tiefsten Amateurbereich. Von dort aus konnte man sich dann so ganz langsam wieder etwas hocharbeiten, bis 2013 gelang sogar die Rückkehr bis in die drittklassige Segunda División, aus der Deportes Valdivia sich zuletzt vor 22 Jahren in Richtung Tercera División verabschiedet hatte. Dort spielte der Klub wieder, nachdem der Klub 2016 in die zweitklassige Primera B aufgestiegen war, aber in der Saison 2020 wieder abstieg. Schon in der Transición 2017 konnte der Abstieg in die Drittklassigkeit erst am letzten Spieltag abgewendet werden, nachdem Konkurrent Deportes Iberia nur 1:1-Unentschieden gegen San Marcos de Arica spielte, während Valdivia selbst mit 2:1 bei Deportes La Serena gewinnen konnte. Nach drei Jahren in der Segunda División stieg Valdivia erneut ab, nachdem dem Verein 9 Punkte wegen fehlender Gehaltszahlungen im Juni durch den Verband abgezogen wurden. Seitdem spielt er in der viertklassigen Tercera División.

## Erfolge
- Aufstieg in die Primera División: 1× (1987)
- Gewinner der Segunda División: 1× (2015/16)
- Apertura Tercera División: 1× (2006)

## Bekannte Spieler
- Luis Marcoleta, heutiger Trainer im chilenischen Fußball, als Spieler von 1988 bis 1989 in den einzigen zwei Erstligaspielzeiten bei Deportes Valdivia, weiterhin bei Antofagasta und América de Cali
- Pedro González Vera, 29-facher Nationalspieler von Chile und langjähriger Aktiver von Cobreloa und Universidad de Chile, bei Deportes Valdivia in der Jugend und 1985 bis 1989 erste Station im Profibereich